# Hans Ferdinand Linskens
Hans Ferdinand Linskens (Lahr, 22 maggio 1921 – 13 agosto 2007) è stato un botanico e genetista tedesco.

## Biografia
Dal 1957 al 1986 è stato professore di botanica dell'Università Radboud di Nimega. Linskens è stato il caporedattore di Theoretical and Applied Genetics (1977 al 1987) e Sexual Plant Reproduction. Oltre alla rivista editore, era anche un influente editore di manuali.
Linskens era un membro eletto della Accademia Cesarea Leopoldina, Linnean Society of London, Koninklijke Nederlandse Akademie van Wetenschappen, e l'Académie royale des sciences, des lettres et des beaux-arts de Belgique.